# Karim Kamanzi
Abdul Karim Kamanzi Habimana (Kigali, 29 settembre 1979) è un ex calciatore ruandese, di ruolo attaccante.

## Carriera

### Club
Comincia a giocare al Kiyovu Sports. Nel 1999 passa all'APR. Nel 1999 si trasferisce al Rayon Sports. Nel 2000 viene acquistato dall'Eupen. Nel 2001 si trasferisce al Battice. Nel 2002 viene acquistato dal Visé. Nel 2006 si trasferisce al Ðà Nẵng. Nel 2008 passa all'Enosi Thrakis.

### Nazionale
Ha debuttato in Nazionale il 28 gennaio 2004, in Ruanda-Guinea (1-1), gara in cui è subentrato, al minuto 74, al compagno Jean Lomami e in cui ha siglato, al minuto 93, la rete del definitivo 1-1. Ha collezionato in totale, con la maglia della Nazionale, 2 presenze e una rete.